# Camden (Észak-Karolina)
Camden statisztikai település az USA Észak-Karolina államában. Lakosainak száma 620 fő (2020. április 1.).

## Népesség
A település népességének változása:

| 2010 | 599 |
| 2020 | 620 |